# Кудрявцев, Валерий Георгиевич
Валерий Георгиевич Кудрявцев (26 октября 1938 — 2001) — советский и российский журналист и писатель, партийный и спортивный функционер аппарата ЦК КПСС.

## Биография
Родился 26 октября 1938 года. В 1961 году окончил факультет журналистики МГУ. В спортивной журналистике с 1958 года: печатался в газете «Советский спорт», журнале «Спортивная жизнь России». В 1965—1969 годах специальный корреспондент журнала «Спортивная жизнь России». С 1969 по 1977 прошел всю цепочку в «Советском спорте» — корреспондент, заместитель редактора отдела, редактор отдела массовых видов спорта, член редколлегии газеты. Позднее учился в Академии общественных наук и был назначен инструктором Отдела пропаганды ЦК КПСС, курировал всю спортивную прессу и разного масштаба спортивные мероприятия. За работу связанную с организацией московской Олимпиады-80 был награждён орденом Почета. В сентябре 1984 возвратился в «Советский спорт» став главным редактором газеты, которую возглавлял вплоть до начала сентября 1993 года. Спортивный журналист Владимир Гескин в книге воспоминаний «Как молоды мы пили» характеризует Кудрявцева как самую противоречивую фигуру из всех четырёх главных редакторов «Советского спорта» под руководством которых он работал. На время редакторства Кудрявцева пришелся раскол в редакции летом 1991 года, закончившийся уходом группы ведущих журналистов (во главе с Владимиром Кучмием) основавшими новое спортивное издание — газету «Спорт-Экспресс».

Владимир Гескин вспоминая 20 лет спустя причины заставившие журналистов пойти на такой шаг дает такое объяснение 
Первого июля 1991 года 14 человек подали заявления об уходе из «Советского спорта». С тех пор этот день отмечается нами как «День независимости». Что нас не устраивало в газете, в которой мы проработали много лет? Пункт первый. Это же был 91-й год, хотелось полной свободы. «Советский спорт», так или иначе, подчинялся и Спорткомитету, и ЦК КПСС. Хотелось независимости и писать то, что считаем нужным, а не то, что нам сверху спускают. Но это одна сторона дела. Второе — работа в «Советском спорте» становилась абсолютно невозможной из-за действий главного редактора Валерия Кудрявцева. То, что он творил, было за гранью добра и зла — и во взаимоотношениях с людьми, и в творческих вопросах. Это и стало причиной нашего ухода: желание реализовать себя в независимой газете и работать в нормальных условиях.

Эти события стали по воспоминаниям журналиста Владимира Титоренко полной неожиданностью для Кудрявцева: 
Кудрявцев укатил во Францию. Вернувшись, вызывал нас по одному. Просил не уходить, обещал золотые горы, заграничные командировки. Кто-то из монстров остался — Образцов, Голубев, Чернышов. Чиркин, который потом стал главным редактором. Владыкин не пошел
Президент Федерации велосипедного спорта СССР в 1985—1986 годах. Президент Федерации спортивных журналистов СССР. Автор ряда книг на тему спорта: «Земля молодости», «Спорт мира и мир спорта» (в соавторстве с дочерью Жанной).

## Семья
дочь Жанна Кудрявцева
внучка Катерина Кудрявцева